# Stanisławów Pierwszy (województwo mazowieckie)
Stanisławów Pierwszy (do 14 lutego 2002 Stanisławów koło Rembelszczyzny) – wieś sołecka w Polsce położona w województwie mazowieckim, w powiecie legionowskim, w gminie Nieporęt. Leży przy drodze wojewódzkiej nr 632 i drodze wojewódzkiej nr 633. Przez Stanisławów Pierwszy przepływają: kanał Królewski, kanał Żerański i rzeka Czarna.
W latach 1975–1998 miejscowość położona była w województwie warszawskim. 15 lutego 2002 nastąpiła zmiana nazwy ze Stanisławów koło Rembelszczyzny na Stanisławów Pierwszy.
Według stanu na dzień 11 października 2010 roku sołectwo miało powierzchnię 2054 ha i 1336 mieszkańców.
Nazwa Stanisławów Pierwszy została ustalona rozporządzeniem Ministra Spraw Wewnętrznych i Administracji z dnia 14 stycznia 2002 r. (Dz. U. z dnia 31 stycznia 2002 r. nr 8 poz. 79) – poprzednio używana była nazwa Stanisławów koło Rembelszczyzny.

## Środowisko Przyrodnicze

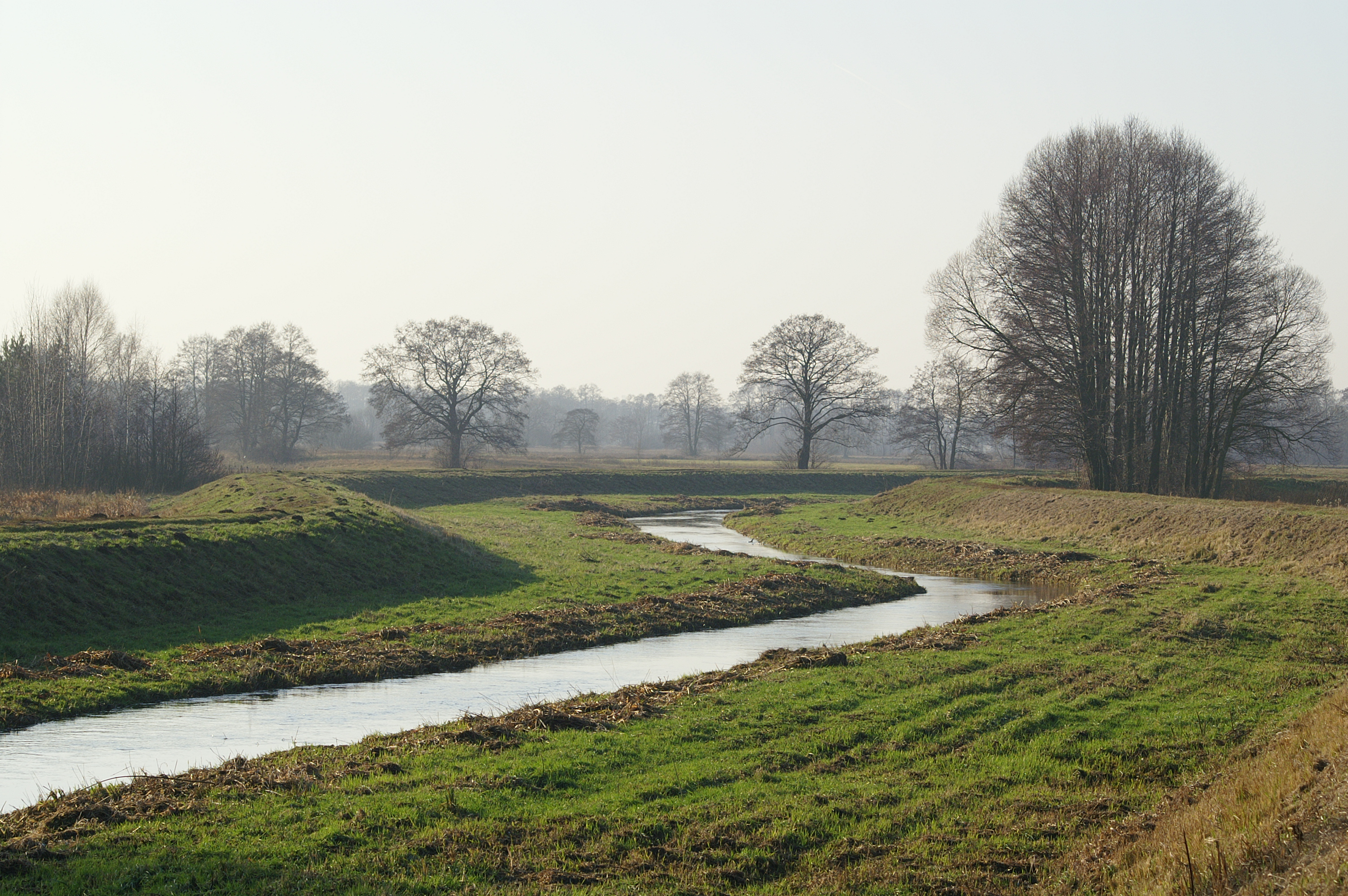
Czarna w Stanisławowie Pierwszym

Na terenie Stanisławowa Pierwszego, pomiędzy Puszczą Słupecką, rzeką Czarną i ul. Graniczną, znajdują się cenne przyrodniczo obszary torfowisk. Występują tam m.in. objęte ścisłą ochroną gatunkową ptaki, takie jak: żurawie, czajki, pustułki i myszołowy.

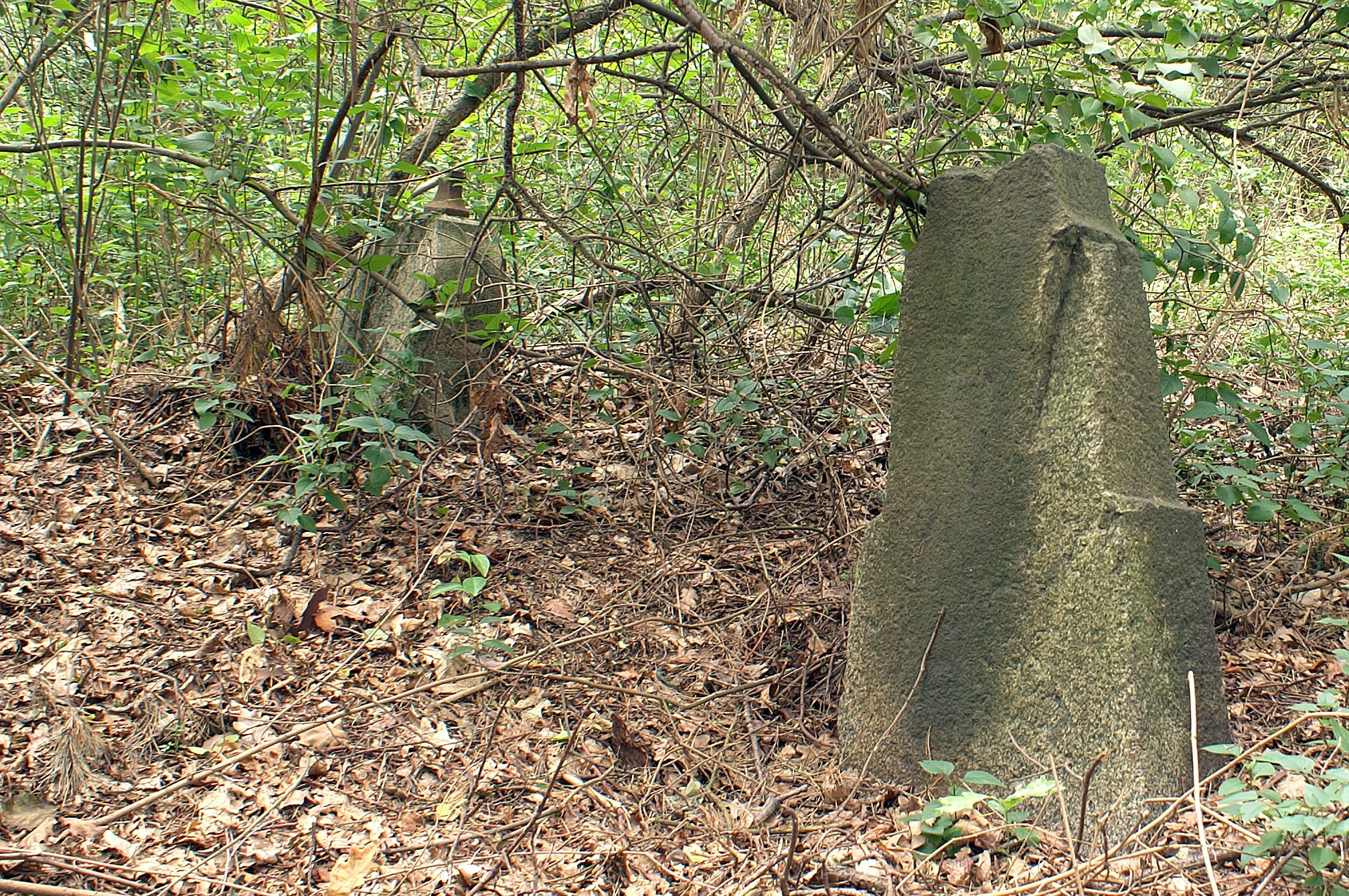
Ruiny cmentarza luterańskiego przy ul. Konwaliowej

## Historia
Najstarsze odnalezione ślady osadnictwa na terenie Stanisławowa Pierwszego pochodzą z okresu neolitu oraz okresu brązu (okres lateński i halsztacki).
Kolonia Stanisławów została założona w początkach XIX w. wśród rozlewisk rzeki Długiej. Kontrakt pomiędzy właścicielami dóbr nieporęckich, a kolonistami został podpisany 24 kwietnia 1824 roku. Nazwa miejscowości pochodzi od imienia ówczesnego właściciela dóbr nieporęckich Stanisława Potockiego. Kolonia zasiedlona została przez kolonistów niemieckich wyznania luterańskiego. Do połowy XIX wieku, układ hydrologiczny okolic Stanisławowa został przebudowany – zmieniono przebieg rzeki Czarnej, Długiej, kanału Królewskiego, a na terenach dawnych bagien stworzono pola uprawne. Pierwszy plan osuszenia terenu Stanisławowa przygotował inżynier Królewskiego Korpusu Budowy Dróg i Mostów jest Ludwik Stanisław Postawka.
W 1827 r. Stanisławów liczył 72 mieszkańców i 28 domów. Do 1880 r. liczba mieszkańców wzrosła do 420. Według danych pierwszego spisu Rzeczypospolitej Polskiej z 1921 roku Stanisławów liczył 60 budynków i 372 mieszkańców. Wśród mieszkańców było 247 ewangelików, 74 katolików i 51 wyznawców wyznania mojżeszowego. Niezależnie od wyznania wszyscy mieszkańcy Stanisławowa podawali narodowość polską.
W początkach I wojny światowej władze rosyjskie deportowały mieszkańców Stanisławowa w głąb Rosji.
14 sierpnia 1920 roku po przełamaniu drugiej linii obrony pod Wólką Radzymińską, Stanisławów został zajęty przez radzieckie 241 i 242 pułki strzelców.
W 1940 roku mieszkańcy Stanisławowa zostali przesiedleni do Rzeszy w ramach akcji Heim ins Reich. 
W walkach w 1944 roku na terenie Stanisławowa poległo co najmniej 163 żołnierzy Armii Radzieckiej.

## Parafia
W 1997 r. w Stanisławowie Pierwszym erygowana została Parafia pw. Najświętszej Maryi Panny Wspomożycielki Wiernych w Stanisławowie Pierwszym. Nowy kościół został poświęcony w 2001 r..